# Parudenus aterrimus
Parudenus aterrimus is een rechtvleugelig insect uit de familie grottensprinkhanen (Rhaphidophoridae). De wetenschappelijke naam van deze soort is voor het eerst geldig gepubliceerd in 1937 door Heinrich Hugo Karny.